# Torre Rosales
La Torre Rosales és una obra amb elements noucentistes i modernistes de Tona (Osona) inclosa a l'Inventari del Patrimoni Arquitectònic de Catalunya.

## Descripció
Edifici format per tres cossos diferenciats però interrelacionats. Es tracta d'una torre o xalet, envoltada de jardí. Els cossos són de dos o tres pisos (el central), coberts amb teulades a quatre vessants i amb un ràfec sostingut per un embigat de fusta. Les obertures són de testera recta o d'arc semicircular. Destaquen les portes o accessos al jardí. La porta principal és d'arc semicircular, dovellada i amb impostes de pedra. A la façana principal hi ha una altra porta sobre la qual s'alça un voladís o balcó sostingut per columnes de fust cilíndric i base i capitells de motllures de quart de bossell. Tots els elements, combinats harmoniosament, contribueixen a concedir a la casa un aire senyorial: la qualitat dels materials, les escales, els balcons i terrasses, etc. Destaca una torre, amb teulada a quatre vessants, sobre un dels cossos laterals i que recorda la casa del C. Dr. Bayés núm. 75.

## Història
Forma part de les cases que l'industrial Joan Llussà i Duran feu construir a principis del segle XX per a ell i la seva família. Està vinculada al moviment d'estiueig que inicià la construcció de torres i xalets a Tona, i al foment dels balnearis (Ullastres, Codina, etc.) que atreien a la burgesia barcelonina benestant. Coincideix amb la millora de les vies de comunicació, tant per carretera com per tren. Aquesta nova infraestructura contribuí a que els grans industrials barcelonins, com el mateix Joan Llussà o Santiago Simon o Joan Maragall, el poeta, invertissin en construcció o anessin a Tona a passar llargues temporades, incrementant el prestigi de la ciutat.